# Gmina Wądroże Wielkie
Gmina Wądroże Wielkie je polská vesnická gmina v okrese Jawor v Dolnoslezském vojvodství. Sídlem gminy je obec Wądroże Wielkie. V roce 2020 zde žilo 3 860 obyvatel.
Gmina má rozlohu 89,2 km² a zabírá 15,3 % rozlohy okresu. Skládá se z 18 starostenství.

## Části gminy
Starostenství
Bielany, Biernatki, Budziszów Mały, Budziszów Wielki, Gądków, Granowice, Jenków, Kępy, Kosiska, Mierczyce, Pawłowice Wielkie, Postolice, Rąbienice, Skała, Sobolew, Wądroże Małe, Wądroże Wielkie, Wierzchowice
Sídla bez statusu starostenství
Augustów, Dobrzany